# Jordánia az olimpiai játékokon
Jordánia első alkalommal 1980-ban vett részt az olimpiai játékokon, és azóta minden nyári sportünnepre küldött olimpikonokat, a téli játékokon eddig egyetlen jordán atléta sem versenyzett. A Jordániai Olimpiai Bizottság 1957-ben alakult meg, a NOB 1963-ban vette fel tagjai közé.
Ugyan nyertek egy bronzérmet taekwondóban az 1988-as szöuli olimpián, de mivel ez a sportág csak bemutató sportágként szerepelt a programban, a szabályok szerint ezek a versenyszámok nem voltak hivatalos olimpiai események, így nem ismerik el a versenyzők eredményeit hivatalos olimpiai eredményként.
Az újabb érem egészen 2016-ig váratott magára. Rióban, a 68 kilogrammos férfi tékvandósok versenyében diadalmaskodó 20 éves Ahmad Abugaus dobogós helyen zárt, és ezzel megszerezte Jordánia első olimpiai érmét, ami rögtön arany lett.

## Érmek
| Érem  | Név                    | Olimpia              | Sportág   | Esemény          |
| ----- | ---------------------- | -------------------- | --------- | ---------------- |
| Arany | Ahmad Abugaus          | 2016, Rio de Janeiro | Taekwondo | Férfi pehelysúly |
| Ezüst | Saleh Al-Sharabaty     | 2020, Tokió          | Taekwondo | Férfi váltósúly  |
| Bronz | Abdelrahman Al-Masatfa | 2020, Tokió          | Karate    | Férfi 67 kg      |
| Ezüst | Zaid Kareem            | 2024, Párizs         | Taekwondo | Férfi 68 kg      |

## Éremtáblázatok

### Érmek a nyári olimpiai játékokon
| Olimpia              | Arany | Ezüst | Bronz | Összesen |
| 1980, Moszkva        | 0     | 0     | 0     | 0        |
| 1984, Los Angeles    | 0     | 0     | 0     | 0        |
| 1988, Szöul          | 0     | 0     | 0     | 0        |
| 1992, Barcelona      | 0     | 0     | 0     | 0        |
| 1996, Atlanta        | 0     | 0     | 0     | 0        |
| 2000, Sydney         | 0     | 0     | 0     | 0        |
| 2004, Athén          | 0     | 0     | 0     | 0        |
| 2008, Peking         | 0     | 0     | 0     | 0        |
| 2012, London         | 0     | 0     | 0     | 0        |
| 2016, Rio de Janeiro | 1     | 0     | 0     | 1        |
| 2020, Tokió          | 0     | 1     | 1     | 2        |
| 2024, Párizs         | 0     | 1     | 0     | 1        |
| Összesen             | 1     | 2     | 1     | 4        |

## Érmek sportáganként

### Érmek a nyári olimpiai játékokon sportáganként
| Jordánia érmei a nyári olimpiai játékokon sportáganként | Jordánia érmei a nyári olimpiai játékokon sportáganként | Jordánia érmei a nyári olimpiai játékokon sportáganként | Jordánia érmei a nyári olimpiai játékokon sportáganként | Az olimpiai zászlaja |

| Sportág   | Arany | Ezüst | Bronz | Összesen |
| --------- | ----- | ----- | ----- | -------- |
| Taekwondo | 1     | 2     | 0     | 3        |
| Karate    | 0     | 0     | 1     | 1        |
| Összesen  | 1     | 2     | 1     | 4        |